# Joseph Kölsch
Joseph Kölsch (* 1888 im  Russischen Kaiserreich; † 28. August 1937 in Karaganda, Kasachstan, Sowjetunion) war ein russlanddeutscher römisch-katholischer Geistlicher und Märtyrer.

## Leben
Joseph Kölsch wuchs im Bistum Tiraspol auf. Er studierte Theologie am Priesterseminar Saratow und wurde 1910 zum Priester geweiht. 1914 war er Pfarradministrator in Marijnsk bei  Tambow. 1928 war er Seelsorger im Dekanat Eichwald (bei Mariupol). 1929 wurde er verhaftet, zu 8 Jahren Haft verurteilt und auf die Solowezki-Inseln gebracht. 1936 wurde er nach Maikuduk bei Karaganda deportiert. Dort wurde er am 3. September aus einem geheimen Gottesdienst heraus verhaftet und am 25. August 1937 zum Tode verurteilt. Er starb durch Erschießen.

## Gedenken
Die Römisch-katholische Kirche in Deutschland nahm Pfarrer Joseph Kölsch als Märtyrer in das deutsche Martyrologium des 20. Jahrhunderts auf.